# Ситнянський замок
Ситнянській замок (словац. Sitniansky hrad) — руїни замку на східному схилі гори Ситнов в гірському масиві Штьявніцке Врхи в центральній Словаччині.
Замок існував вже в другій половині XIII століття, як одна з фортець, що служила для захисту від татарських набігів, проте перша письмова згадка про нього відноситься лише до 1548 році, коли він був узятий королівськими військами, відібравшими його у барона-розбійника Меліхера Балаша, з роду Балашів. У 1548—1552 роках замок був перебудований, значно укріплений, і став важливим елементом системи захисту від турецької загрози. 
З 1629 року замок став однією з резиденцій шляхетського (а згодом князівського) роду Кохари. 
Під час антигабсбурзького повстання Ференца II Ракоці замок в 1703 році був узятий повстанськими військами і повністю зруйнований.